# Sant Aniol de Finestres
Sant Aniol de Finestres är en kommun i Spanien.   Den ligger i provinsen Província de Girona och regionen Katalonien, i den östra delen av landet, 600 km öster om huvudstaden Madrid. Antalet invånare är 351. Arean är 48 kvadratkilometer. Sant Aniol de Finestres gränsar till Santa Pau, Mieres, Sant Martí de Llémena, Amer, Les Planes d'Hostoles och Sant Feliu de Pallerols. 
Terrängen i Sant Aniol de Finestres är huvudsakligen kuperad.